# Vallabrix
Vallabrix település Franciaországban, Gard megyében. Lakosainak száma 415 fő (2022. január 1.). Vallabrix La Bastide-d’Engras, La Capelle-et-Masmolène, Pougnadoresse, Saint-Quentin-la-Poterie és Saint-Victor-des-Oules községekkel határos.

## Népesség
A település népessége az elmúlt években az alábbi módon változott:
| Lakosok száma | 205  | 216  | 309  | 365  | 403  | 418  | 432  | 422  | 417  | 415  |
|               | 1968 | 1982 | 1990 | 2006 | 2013 | 2015 | 2017 | 2019 | 2020 | 2022 |